# Bijin-ga
Bijin-ga (美人画 "mỹ nhân họa"). "Ga" trong tiếng Nhật có nghĩa là "hình ảnh" và "bijin" có nghĩa là người đẹp. Và vì phụ nữ thường đẹp hơn đàn ông, từ bijin có trong hầu hết tất cả các ấn phẩm đều được dịch là nữ mỹ nhân xinh đẹp. Do đó, bijin-ga là một thuật ngữ chung về hình ảnh của những phụ nữ xinh đẹp trong nghệ thuật Nhật Bản, như tranh vẽ và in mộc bản.
Ukiyo-e là một thể loại tranh khắc gỗ và được sản xuất tại Nhật Bản từ thế kỷ 17 đến thế kỷ 19. Những bản họa khắc gỗ thường mô tả về những nữ mỹ nhân xinh đẹp, nghệ sĩ kịch kabuki và đô vật sumo; những cảnh trong lịch sử và truyện dân gian; cảnh quan khi du hành; hoa, động vật và khiêu dâm. Các bản họa này rất phổ biến giữa các thương nhân Nhật Bản và tầng lớp trung lưu thời đó.
Các bản họa khắc gỗ bijin và tranh cuộn bijin xuất hiện từ sớm tại thế kỷ 18 và trước nữa. Gần như tất cả các nghệ sĩ ukiyo-e đều đã từng sáng tác bijin-ga, nó là một trong những chủ đề chính của thể loại này. Tuy nhiên, một số ít, bao gồm Utamaro, được công nhận là bậc thầy đương thời; Kiyokata Kaburaki, nổi bật với những bức chân dung giàu cảm xúc; Itō Shinsui, miêu tả một mỹ nhân thực sự chứ không chỉ đơn thuần là người mẫu; và Uemura Shōen, một nghệ sĩ đã mang đến những phẩm chất cao quý và tinh tế cho những người phụ nữ mà ông miêu tả. Họ đều là những nghệ sĩ đạt đến cải tiến vượt bậc và được coi là bậc thầy vĩ đại nhất của loại hình này.

## Các bản họa nổi bật

Bijin-ga
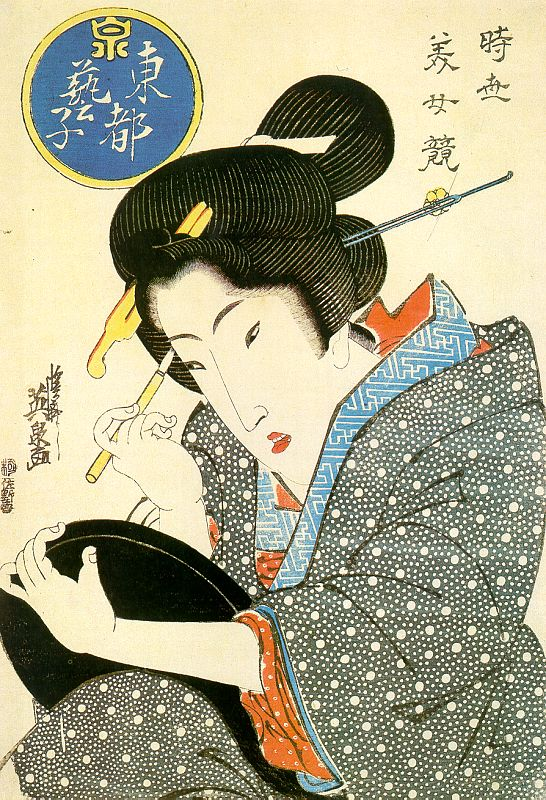
Keisai Eisen (1790–1848)
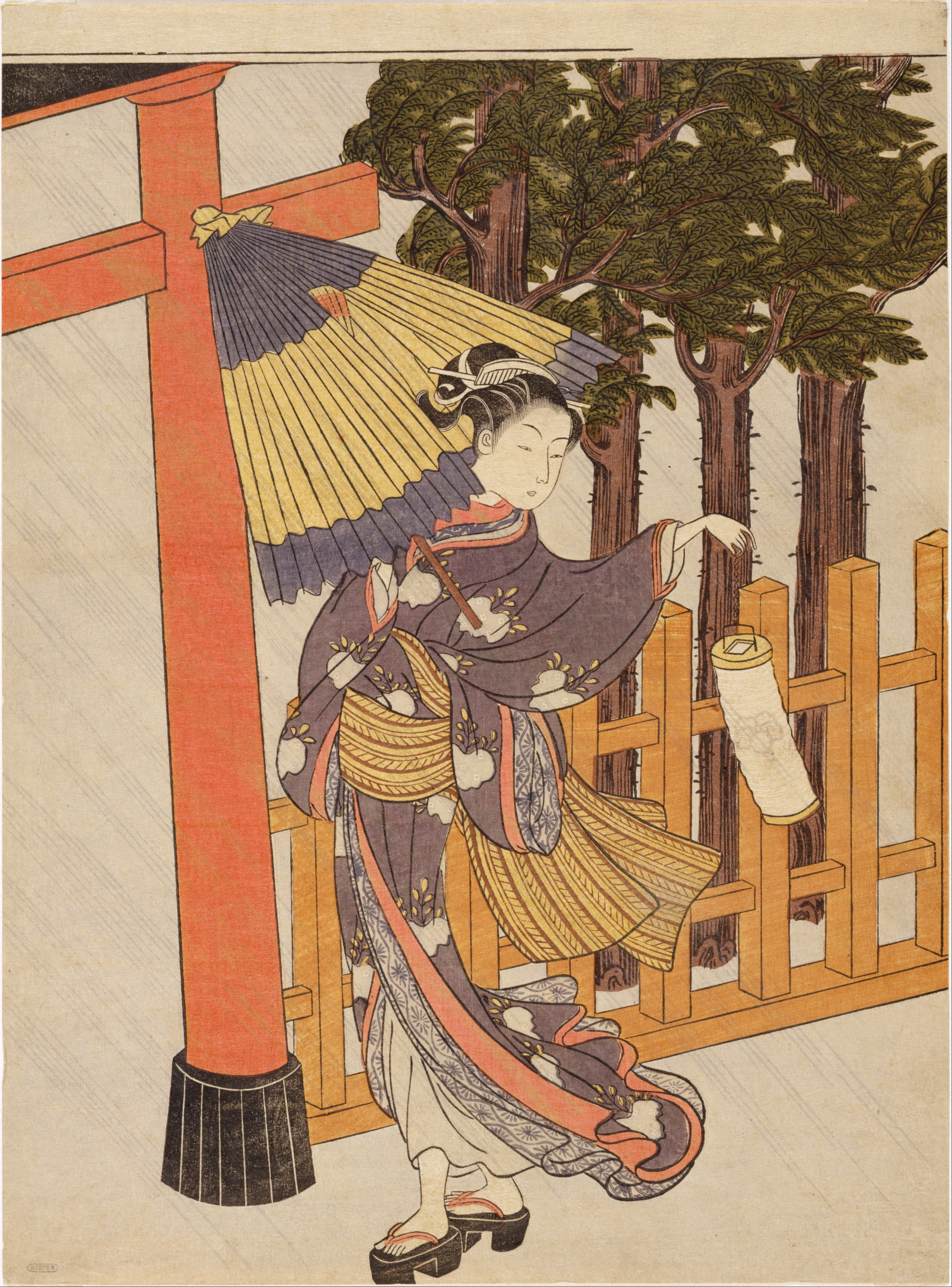
Woman Visiting the Shrine in the Night bởi Suzuki Harunobu (1725–1770)
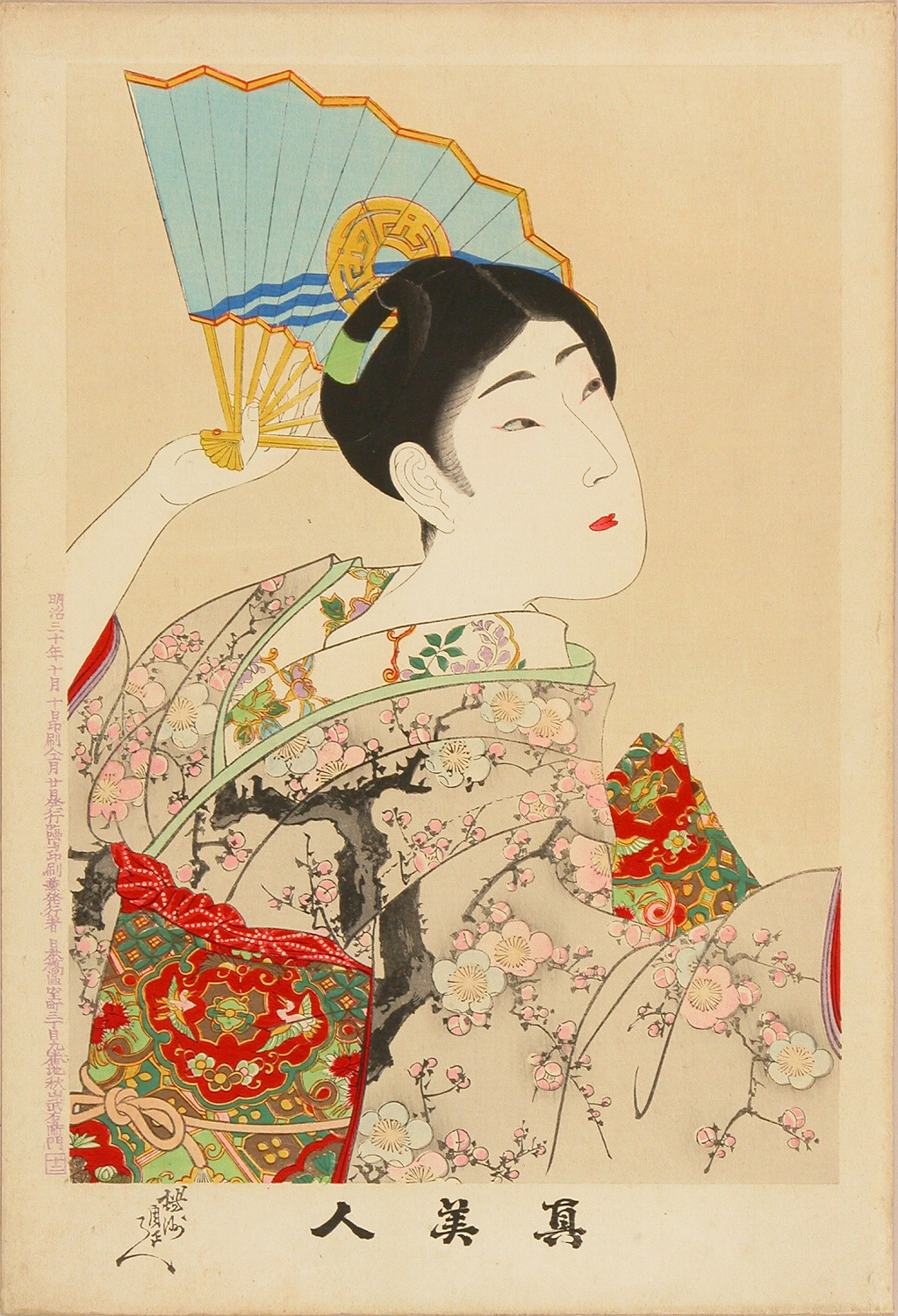
Shin Bijin, Shin Bijin series, No. 12 bởi Yōshū Chikanobu (1838–1912)
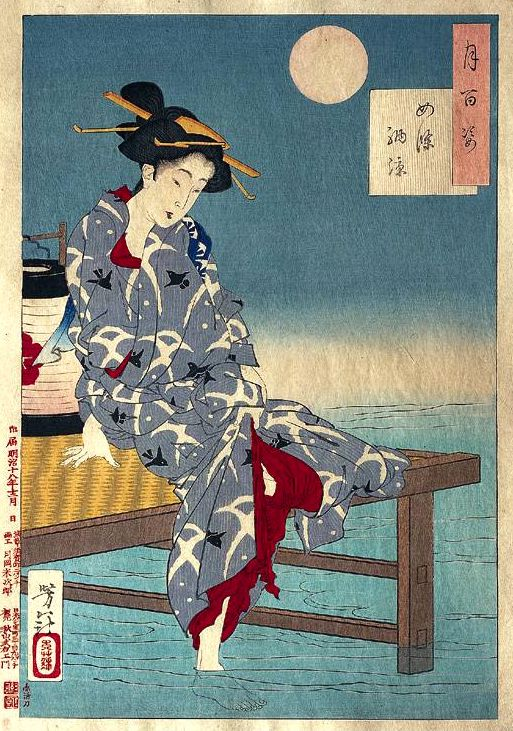
100 Aspects of the Moon bởi Yoshitoshi (1839–1892)
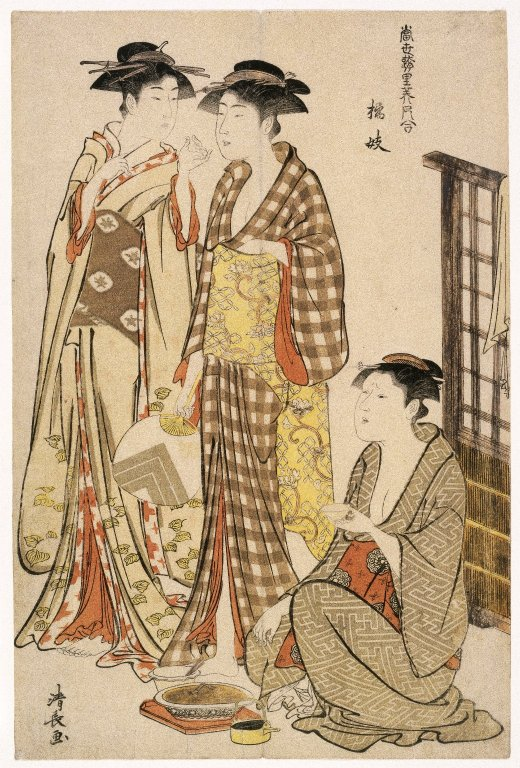
Two Women Standing from series "Tosai Yuri Bijin Awase", bởi Torii Kiyonaga (1752–1815)
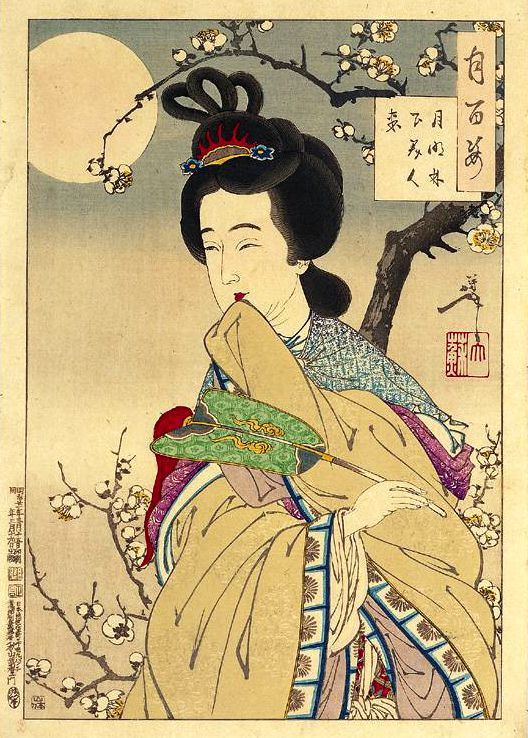
Woman with cherry flowers bởi Tsukioka Yoshitoshi
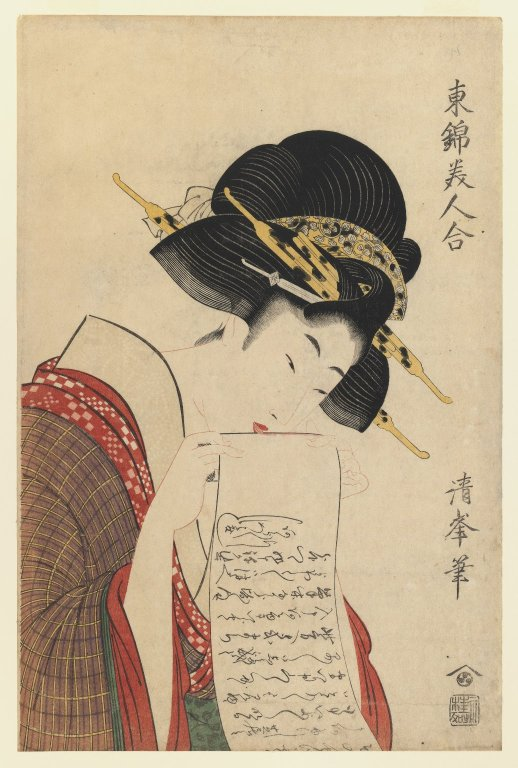
A Girl About to Despatch a Letter, bởi Torii Kiyomine (1786–1868)
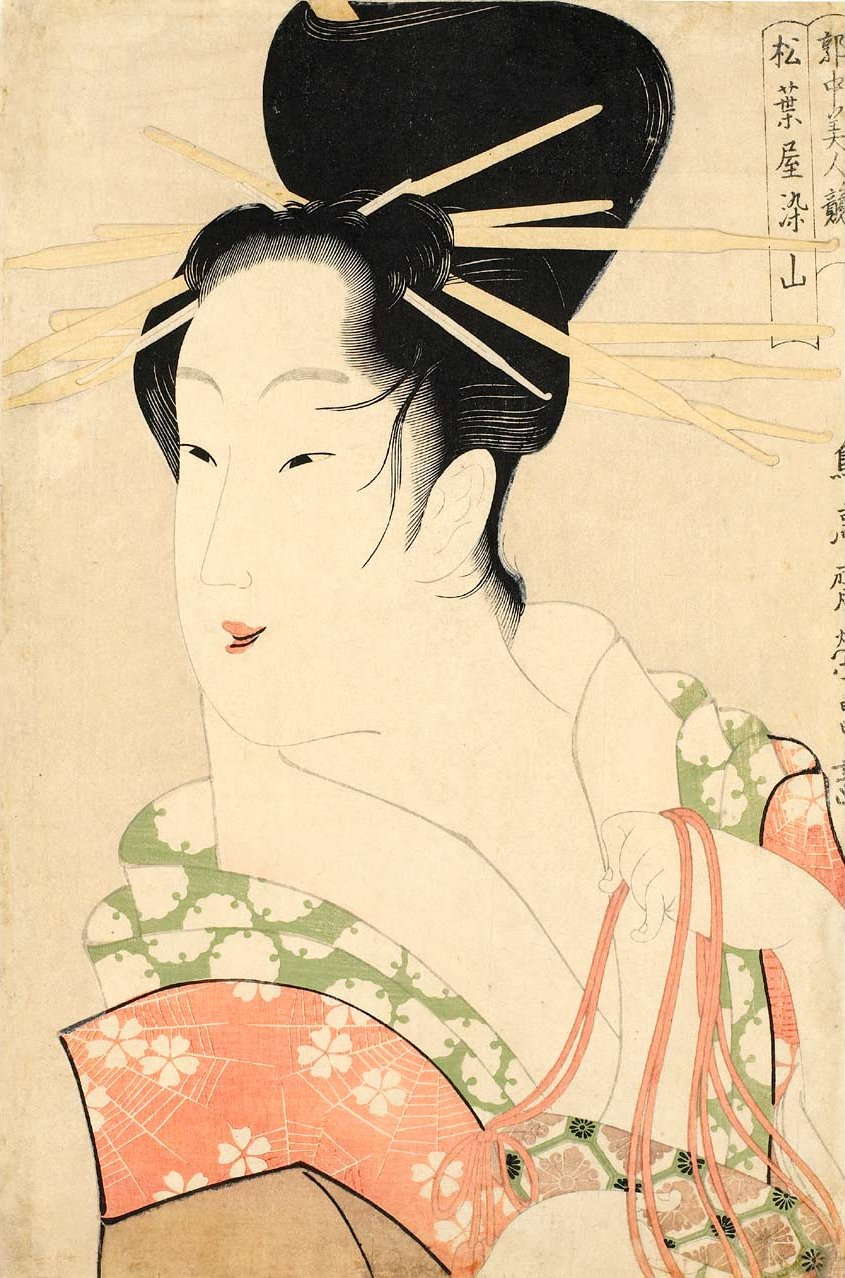
The Courtesan Someyama of the Matsubaya house, từ loạt Contest of Beauties in the Gay Quarters, bởi Eishosai Choki - (thời gian hoạt động 1786 tới 1808)
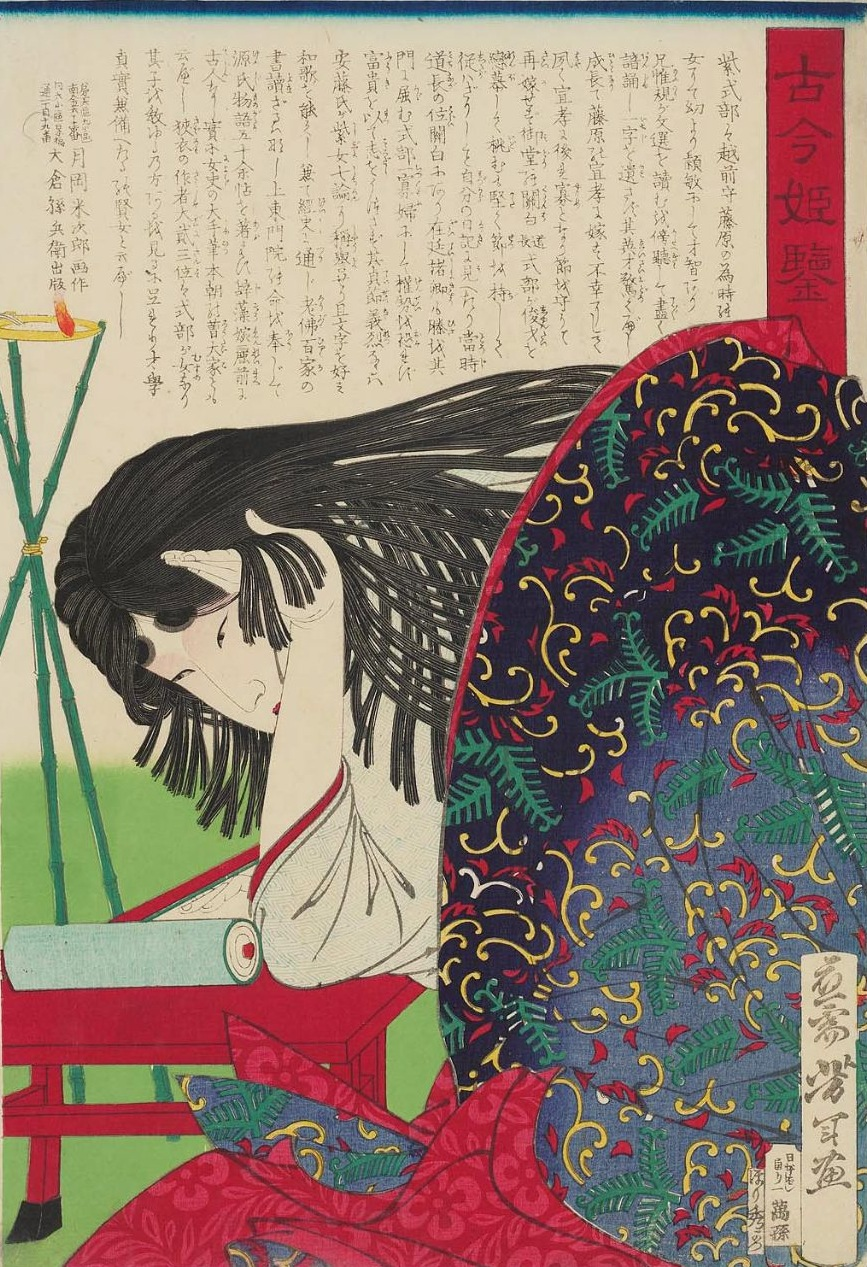
Murasaki Shikibu, trong loạt Mirror of Women, Ancient and Modern (古今姫鏡), bởi Tsukioka Yoshitoshi (1839–1892)

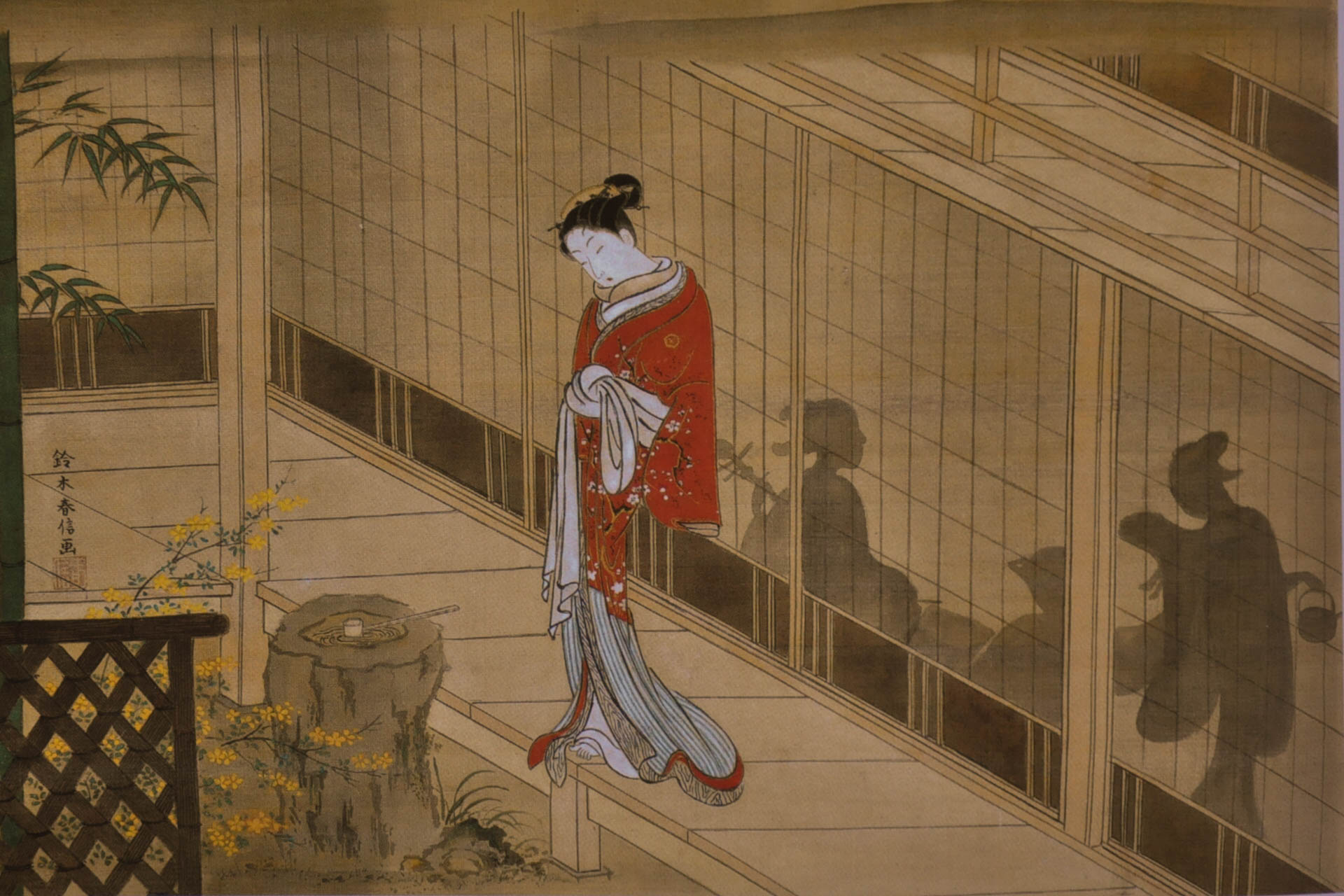
Người phụ nữ trong đêm, bởi Suzuki Harunobu, c. 1765–1770
Nhà tắm nữ, bởi Torii Kiyonaga (1752–1815)